# 吉成浩一
吉成 浩一（よしなり こういち、1970年9月 - ）は、日本の薬学者（衛生化学・薬物代謝学・毒性学）。学位は博士（薬学）（東北大学・1998年）。静岡県立大学薬学部教授・大学院薬学研究院教授。
国立環境衛生科学研究所博士研究員、静岡県立大学薬学部講師、東北大学大学院薬学研究科助教授、東北大学大学院薬学研究科准教授などを歴任した。

## 来歴

### 生い立ち
1970年9月に生まれた。東北大学に進学し、薬学部にて薬学を学んだ。1993年3月、東北大学を卒業した。そのまま東北大学の大学院に進学し、薬学研究科にて薬学を学んだ。1995年3月、東北大学の大学院の博士前期課程を修了した。1998年3月、東北大学の大学院の博士後期課程を修了した。それにともない、東北大学より博士（薬学）の学位を取得した。題は「アミンの解毒および代謝的活性化に関与する新規スルホトランスフェラ-ゼの研究」。

### 研究者として
大学院修了後、アメリカ合衆国に渡る。保健福祉省の所管する国立衛生研究所の傘下機関である国立環境衛生科学研究所に勤めることになり、1998年4月より博士研究員として勤務した。
その後、日本に帰国し、2001年10月より、静岡県立大学にて薬学部の助手を務めた。2002年4月、静岡県立大学にて薬学部の講師に昇任した。2006年4月、母校である東北大学に転じ、大学院の薬学研究科にて講師に就任した。2007年3月には、東北大学の大学院にて、薬学研究科の助教授に昇任した。なお、学校教育法の改正にともない、同年4月には薬学研究科の准教授となった。薬学研究科においては、主として生命薬科学専攻の講義を担当した。また、東北大学で教鞭を執る傍ら、さまざまな公職を兼任した。2010年から厚生労働省の薬剤師国家試験試験委員を兼任することになり、薬剤師国家試験の試験問題の作成に携わることになった。2011年1月からは、厚生労働省の審議会等の一つである薬事・食品衛生審議会にて、食品衛生分科会の農薬・動物用医薬品部会の委員を兼任するなど、薬事・食品衛生審議会の審議にも参画することになった。2013年10月からは、内閣府の審議会等の一つである食品安全委員会にて、化学物質・汚染物質専門調査会の専門委員を兼任するなど、食品安全委員会の審議にも参画することとなった。
2014年4月、再び静岡県立大学に転じ、薬学部にて教授に就任した。薬学部においては、主として薬学科の講義を担当し、衛生分子毒性学分野の研究室を受け持った。なお、静岡県立大学の大学院では、薬学研究院の教授も兼務した。大学院においては、主として薬食生命科学総合学府の講義を担当し、衛生分子毒性学教室を受け持った。

## 研究
専門は薬学であり、衛生化学、薬物代謝学、毒性学といった分野について研究している。具体的には、異物代謝酵素について、その発現を制御するメカニズムについて研究している。また、化学物質の肝毒性について、その機序の解明に取り組むとともに、予測系の開発にあたっている。そのほか、化学物質応答性核内受容体について、新たな機能の制御に関する研究にも取り組んでいる。これらの業績に対しては、日本薬学会東海支部学術奨励賞、日本薬物動態学会奨励賞、国際薬物動態学会アジア太平洋若手研究者賞、日本毒性学会日化協LRI賞、日本薬学会学術振興賞、などが授与されている。
学術団体としては、日本薬学会、日本薬物動態学会、日本毒性学会、日本動物実験代替法学会、日本生化学会、アメリカ毒性学会、国際薬物動態学会などに所属している。

## 略歴
- 1970年 - 誕生。
- 1993年 - 東北大学薬学部卒業。
- 1995年 - 東北大学大学院薬学研究科博士前期課程修了。
- 1998年 - 東北大学大学院薬学研究科博士後期課程修了。
- 1998年 - 国立環境衛生科学研究所博士研究員。
- 2001年 - 静岡県立大学薬学部助手。
- 2002年 - 静岡県立大学薬学部講師。
- 2006年 - 東北大学大学院薬学研究科講師。
- 2007年 - 東北大学大学院薬学研究科助教授。
- 2007年 - 東北大学大学院薬学研究科准教授。
- 2010年 - 厚生労働省薬剤師国家試験試験委員。
- 2011年 - 厚生労働省薬事・食品衛生審議会食品衛生分科会農薬・動物用医薬品部会委員。
- 2013年 - 内閣府食品安全委員会化学物質・汚染物質専門調査会専門委員。
- 2014年 - 静岡県立大学薬学部教授。
- 2014年 - 静岡県立大学大学院薬学研究院教授。

## 賞歴
- 2005年 - 日本薬学会東海支部学術奨励賞。
- 2009年 - 日本薬物動態学会奨励賞。
- 2011年 - 国際薬物動態学会アジア太平洋若手研究者賞。
- 2017年 - 日本毒性学会日化協LRI賞。
- 2018年 - 日本薬学会学術振興賞。

## 著作

### 分担執筆
- 杉山雄一・楠原洋之編『分子薬物動態学』南山堂、2008年。ISBN 9784525723712
- Cytochromes P450 -- Role in the Metabolism and Toxicity of Drugs and Other Xenobiotics, Costas Ioannides (ed.), Royal Society of Chemistry, 2008. ISBN 9781847558428
- 大村恒雄・石村巽・藤井義明編『P450の分子生物学』2版、講談社、2009年。ISBN 9784061536937
- 加藤隆一・山添康・横井毅編『薬物代謝学――医療薬学・医薬品開発の基礎として』3版、東京化学同人、2010年。ISBN 9784807907113
- 日本薬理学会編、奥山茂・斉藤亜紀良・山田久陽編集責任、岩尾洋・飯野正光・赤池昭紀監修『創薬研究のストラテジー――実験薬理学』上巻、金芳堂、2011年。ISBN 9784765314756
- 日本薬理学会編、奥山茂・斉藤亜紀良・山田久陽編集責任、岩尾洋・飯野正光・赤池昭紀監修『創薬研究のストラテジー――実験薬理学』下巻、金芳堂、2011年。ISBN 9784765314763

## 関連人物
- 菅野裕一朗
- 菅谷純子
- 三輪匡男